# Велика Воля (Опочинський повіт)
Велика Воля (пол. Wielka Wola) — село в Польщі, у гміні Парадиж Опочинського повіту Лодзинського воєводства.
Населення — 210 осіб (2011).
У 1975-1998 роках село належало до Пйотрковського воєводства.

## Демографія
Демографічна структура станом на 31 березня 2011 року:
|          | Загалом | Допрацездатний вік | Працездатний вік | Постпрацездатний вік |
| -------- | ------- | ------------------ | ---------------- | -------------------- |
| Чоловіки | 108     | 19                 | 82               | 7                    |
| Жінки    | 102     | 20                 | 59               | 23                   |
| Разом    | 210     | 39                 | 141              | 30                   |